# PBY卡特琳娜水上飛機
PBY卡特琳娜（英語：PBY Catalina）是美国团结飛機公司（Consolidated Aircraft Corporation）應1932年美國海軍的海上巡邏機項目而开发的一款军用水上飞机，该型飞机是第二次世界大战期间使用的最为广泛的水上飞机之一，用于鱼雷攻击、夜间雷达袭击、搜救落水人员，从原来的基础上发展出了多个不同的衍生型号。除了美国军队之外，英国和加拿大军队也有装备。
PBY卡特琳娜飛艇是使用國家最多，用途最廣泛，使用時間最長和最典型的飛艇。

## 性能参数(PBY-5A)
参考资料：Encyclopedia of World Air Power,Jane's Fighting Aircraft of World War II Handbook of Erection and Maintenance Instructions for Navy Model PBY-5 and PBY-5A Airplanes.and Quest for Performance
基本信息
- 机组：8人：驾驶员、副驾驶、机腹槍塔射手、机械师、无线电操作员、领航员、两名機槍射手

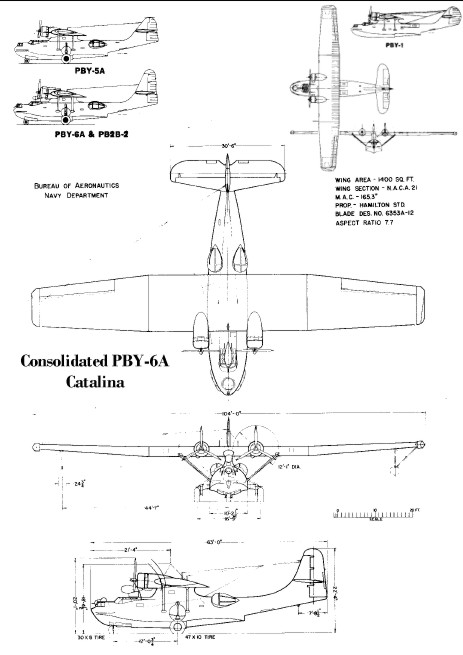
PBY-6A卡特琳娜飛艇

- Zero-lift drag coefficient: 0.0309

性能
武器

- 3× 白朗寧M1919機槍：两挺在机鼻，一挺在机尾
- 2× 白朗寧M2機槍：机腹左右各一挺
- 4,000 lb （1,814 kg）炸弹或深水炸弹、鱼雷

## 型號
- PBY-1-初期型
- PBY-2-改良機尾結構，強化機體
- PBY-3-使用更強馬力的發動機

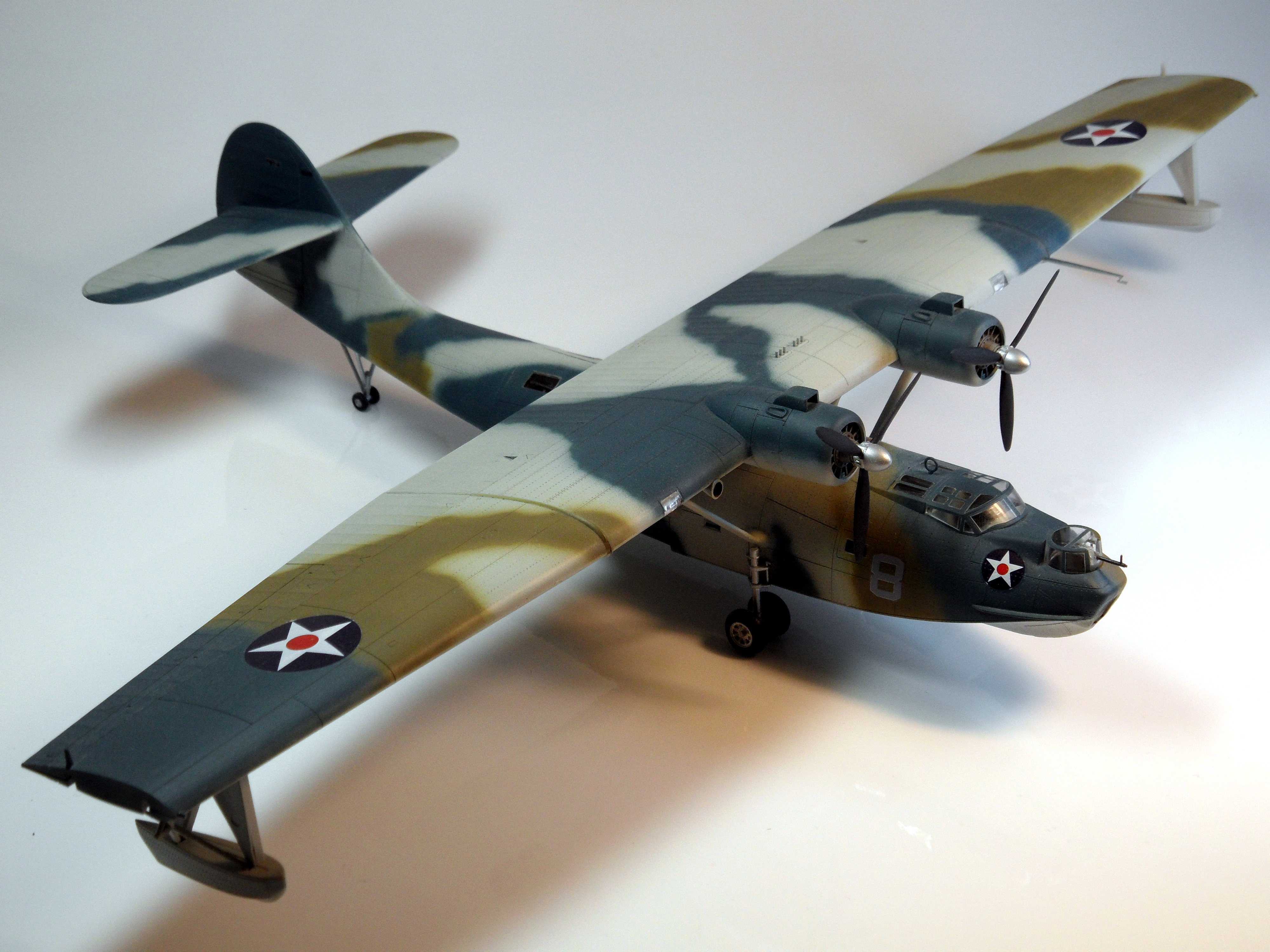
一架PBY-4的模型，注意仍使用固定式起落架

- PBY-4-進一步加強發動機馬力，改良螺旋槳，機身兩則的擋風玻璃改為由有機玻璃製造
- PBY-5-使用高辛烷值的燃料和自封燃料箱，機身兩則的擋風玻璃由平面改為蛋形，尾翼略為加高
- PBY-5A-改為使用可收放式起落架，其他早期型皆以此改造
- PBY-6A-由PBY-1改良而來，進一步加高尾翼，加長翼展，改良電力系統和加裝雷達

## 設計

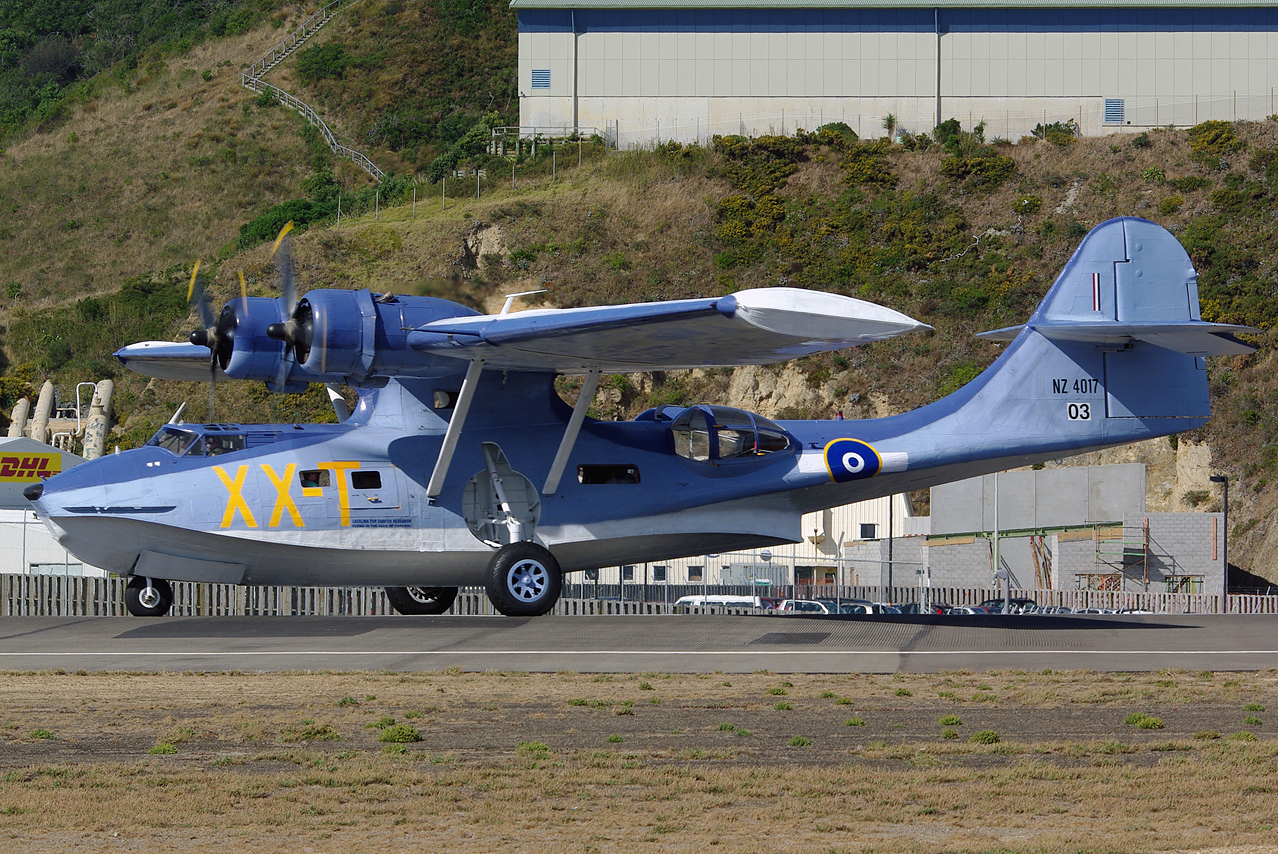
PBY-5A的可收放式起落架後來成為PBY的標準起落架

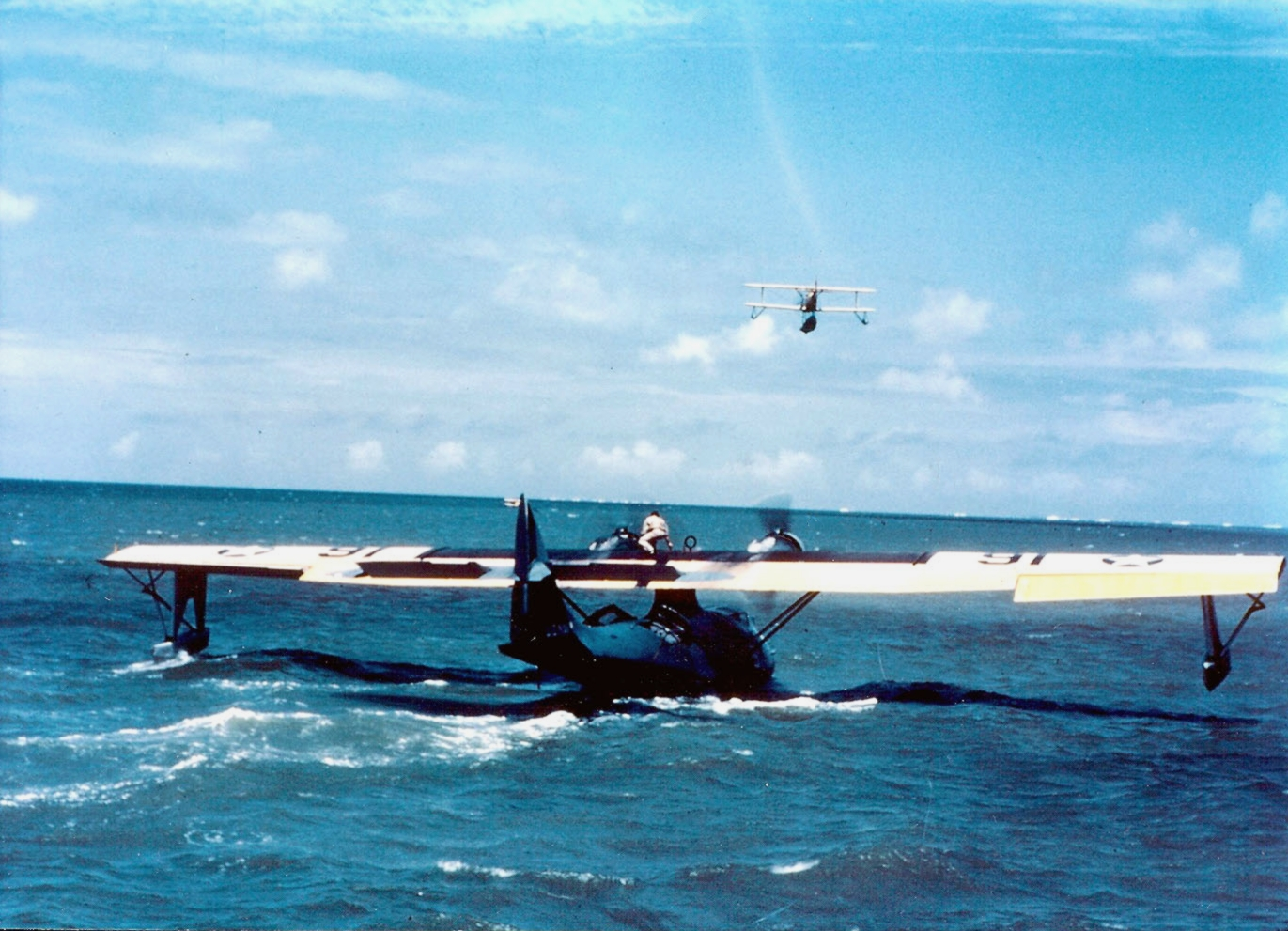
PBY卡特琳娜設計簡潔而有著良好的水上滑行和起降能力

PBY卡特琳娜水上飛機為全鋁合金製上單翼機，如同大多數飛艇，其機身呈船形，其內部有5個水密隔艙，提高了飛機的抗沉能力，而為了長時間作海上巡邏，機上有床位、廚房和食物儲存艙，其機頭為導航員/投彈瞄準員艙而且也可以加裝兩挺白朗寧M1919中型機槍作為防衛，其後為配有正副駕駛員的駕駛艙，機身中段為防衛機槍手艙，左右機槍手各負責操作一挺空用型M2重機槍，其擋風玻璃罩在PBY-5之前是平面而之後被改為蛋形而且凸出於機身外
機身下是船底狀，其起落架在PBY-5A之前都是固定而不能收起，在PBY-5A之後改為主起落架在機身中段可向上摺起收藏在機身左右兩側，前方的起落架為單一支柱而且也可向上收起，之前的型號也依此被改造。
機翼在機身上方並以一支柱互相連接，在其左右兩側也各有兩條細支柱連接，近機身兩側各有一俱普惠R-1830風冷式發動機，左右各有一個浮筒，浮筒可向上摺起而成為翼端從而減少風阻，機翼下可加裝武器掛架而可裝上炸彈，魚雷和反潛火箭彈。
總的來說，PBY卡特琳娜設計簡潔而有著良好的水上滑行和起降能力，但其飛行速度慢。

## 實戰

### 大西洋海戰
1941年5月，PBY卡特琳娜水上飞机参与过对德国俾斯麥號戰艦的围猎行动，并最终成功锁定俾斯麥號戰艦的方位，促成了英国皇家海军对其的打击。

### 太平洋戰爭
1941年12月7日由日本海軍六艘航空母艦對美國太平洋艦隊基地珍珠港發動的偷襲珍珠港而引發太平洋戰爭，期間有多架PBY被日本戰鬥機毀於地面。
PBY在第二次世界大戰其中一件功勞是在1942年中途島戰役當中及早發現來犯的日本聯合艦隊，由1942年5月21日開始，32架從中途島起飛的PBY連續好多日搜索了大片海面，終於在6月3日9時25分，一架編號8V55的PBY發現了日軍，立即用無線電通報，令美軍有了預警，6月4日凌晨，又有11架PBY奉派搜索，從而最終確認日本航空母艦的位置，而在整場中途島海戰當中，PBY也執行海上救人的活動，拯救落水的人而且當中也救起一批日本人，這批獲救的日本人隨後也成為俘虜。
之後有些PBY加裝夜間雷達後執行「黑貓戰術」，也就是用雷達去搜索在夜間出沒的日軍貨船然後再用魚雷和炸彈去攻擊，從而截斷日本人的補給線以令在各個太平洋海島上的日本守軍陷入彈盡糧絕。

## 使用國家
- 美国
- 英国
- 加拿大
- 新西兰
- 荷蘭
- 苏联
- 法國
- 阿根廷
- 日本-二戰後的海上自衛隊
- 南非
- 巴西
- 古巴
- 智利
- 哥伦比亚
- 墨西哥
- 秘魯
- 巴拉圭
- 乌拉圭
- 冰島
- 瑞典
- 挪威
- 丹麦
- 菲律賓
- 以色列

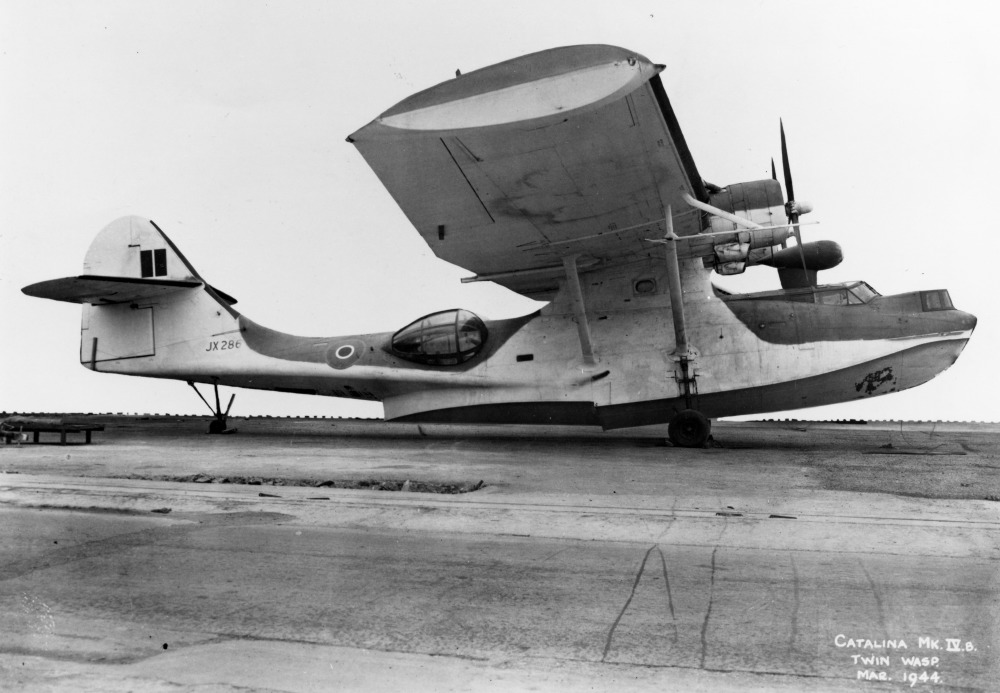
一架加拿大海軍的PBY-5

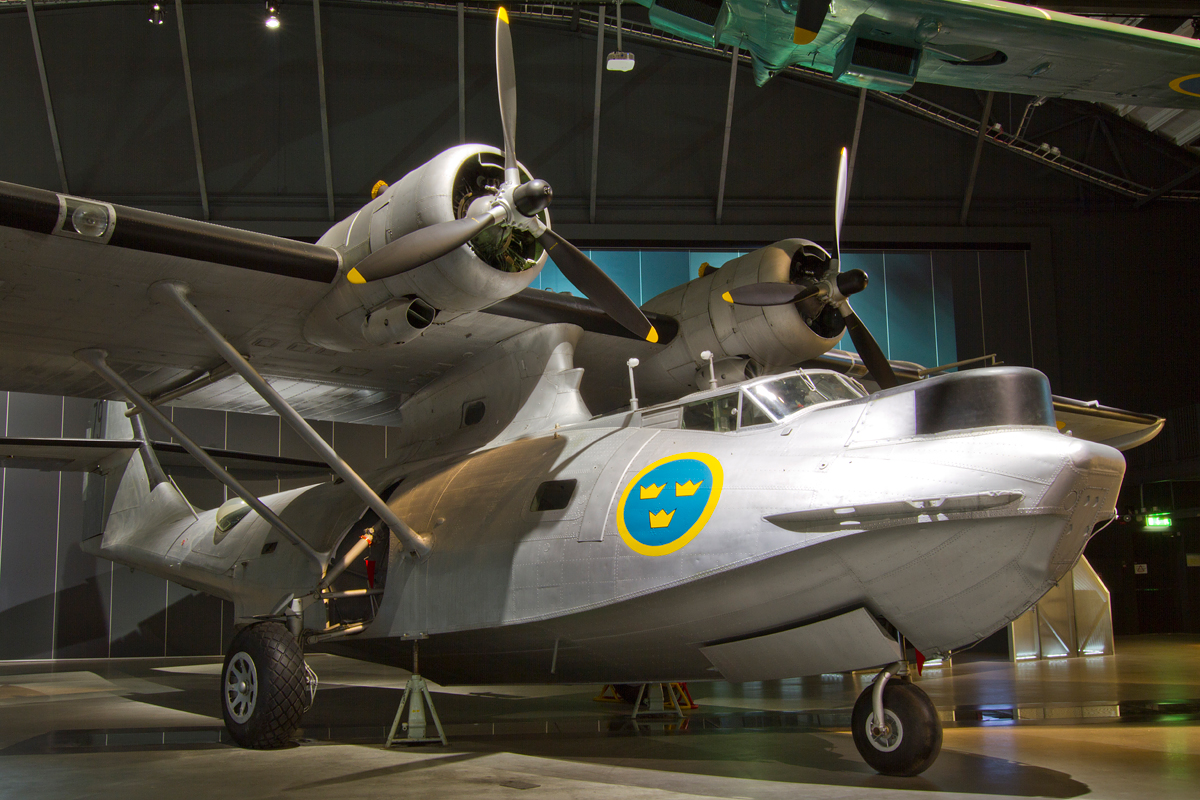
一架瑞典空軍的PBY-5A

- 中華民國-國民政府在遷台後於1954年成立「救護中隊」，負責救起掉落海中的飛行員，該中隊配備了PBY-5A飛艇。1955年2月為了大陳島撤退行動，也派出PBY在台北和大陳島之間飛行去視察有無在海上發生事故，國軍的PBY使用至1956年。除此之外，中華航空與復興航空也皆於1950到1960年代使用該型飛艇。

## 相關條目

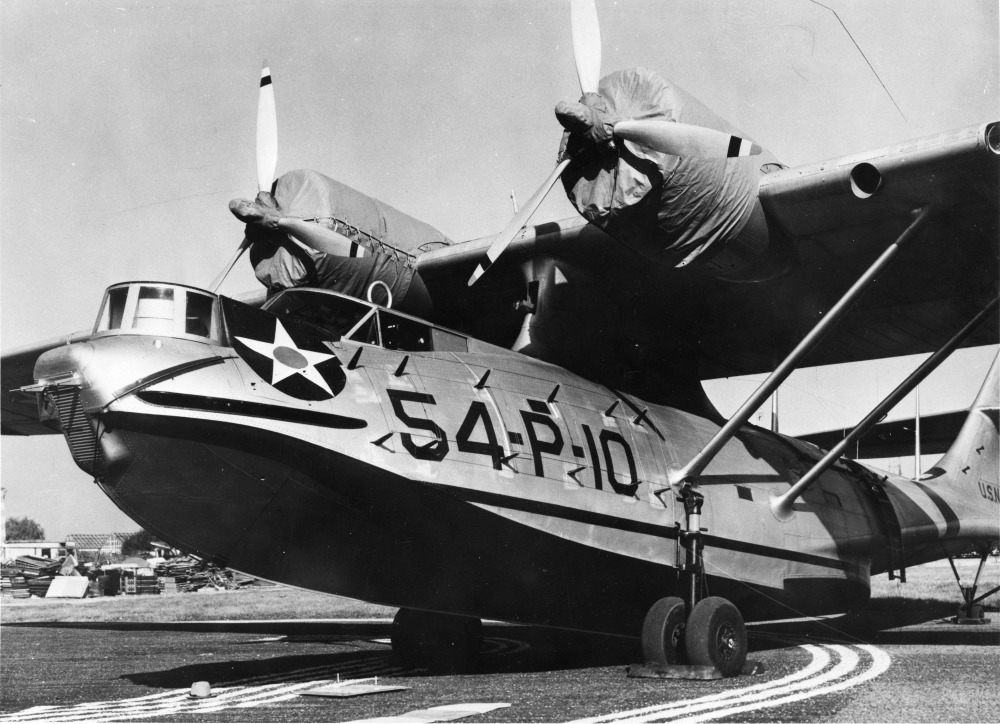
一架早期型的PBY-2

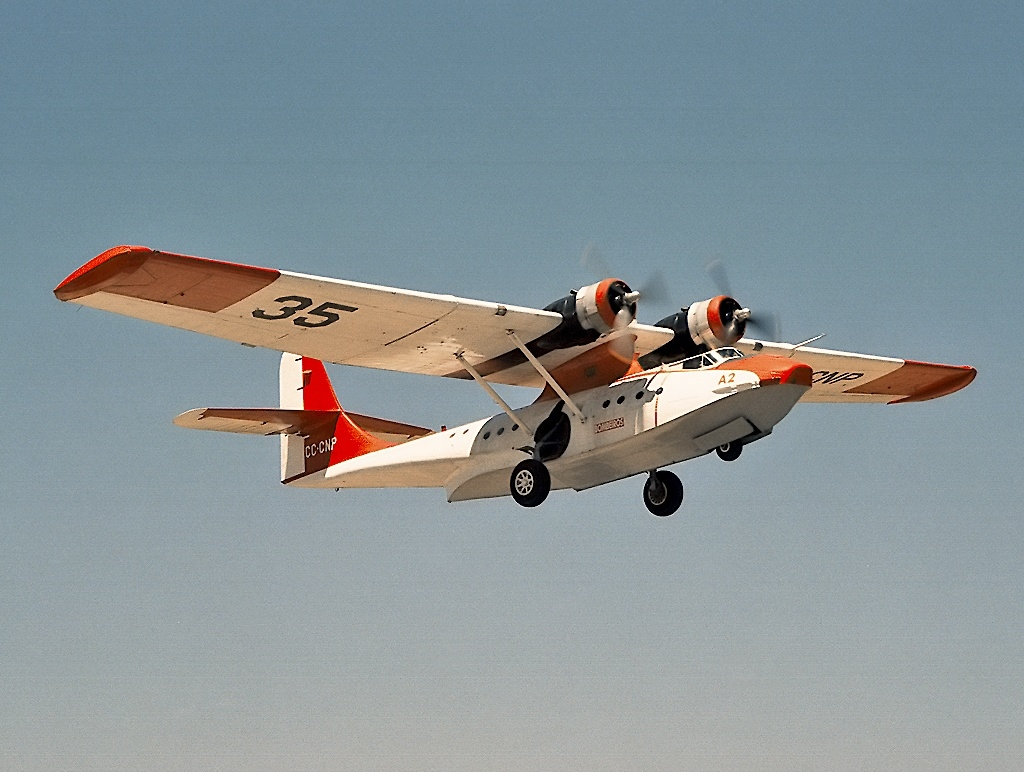
一架已被改為民用的PBY-6

### 引用
1. ↑  Gunston, Bill, ed. Encyclopedia of World Air Power. London: Aerospace Publishing Ltd, 1981. ISBN 0-517-53754-0.
2. ↑  Handbook of Erection and Maintenance Instructions for Navy Model PBY-5 and PBY-5A Airplanes.
3. ↑  Loftin, L.K. Jr. "Quest for Performance: The Evolution of Modern Aircraft." NASA SP-468. Retrieved: 18 June 2010.

## 外部連結
- PBY 卡特林娜（页面存档备份，存于）
- Popular Mechanics, February 1943,  "Here Comes The Cats" （页面存档备份，存于） very large and detailed article